# Jevick Macfarlane
Jevick Macfarlane (7 agosto 1996) è un calciatore santaluciano, attaccante del Portmore Utd e della nazionale santaluciana.

## Statistiche

### Cronologia presenze e reti in nazionale
| Cronologia completa delle presenze e delle reti in nazionale ― Saint Lucia | Cronologia completa delle presenze e delle reti in nazionale ― Saint Lucia | Cronologia completa delle presenze e delle reti in nazionale ― Saint Lucia | Cronologia completa delle presenze e delle reti in nazionale ― Saint Lucia | Cronologia completa delle presenze e delle reti in nazionale ― Saint Lucia | Cronologia completa delle presenze e delle reti in nazionale ― Saint Lucia | Cronologia completa delle presenze e delle reti in nazionale ― Saint Lucia | Cronologia completa delle presenze e delle reti in nazionale ― Saint Lucia |
| Data                                                                       | Città                                                                      | In casa                                                                    | Risultato                                                                  | Ospiti                                                                     | Competizione                                                               | Reti                                                                       | Note                                                                       |
| -------------------------------------------------------------------------- | -------------------------------------------------------------------------- | -------------------------------------------------------------------------- | -------------------------------------------------------------------------- | -------------------------------------------------------------------------- | -------------------------------------------------------------------------- | -------------------------------------------------------------------------- | -------------------------------------------------------------------------- |
| 7-9-2018                                                                   | North Sound                                                                | Antigua e Barbuda                                                          | 0 – 3                                                                      | Saint Lucia                                                                | CONCACAF Nations League 2019-2020 - 1º turno                               | 1                                                                          | 84’                                                                        |
| 17-11-2018                                                                 | George Town                                                                | Isole Cayman                                                               | 0 – 0                                                                      | Saint Lucia                                                                | CONCACAF Nations League 2019-2020 - 1º turno                               | -                                                                          | 85’                                                                        |
| 22-3-2019                                                                  | North Sound                                                                | Saint Lucia                                                                | 3 – 2                                                                      | Aruba                                                                      | CONCACAF Nations League 2019-2020 - 1º turno                               | 2                                                                          | 52’ 63’                                                                    |
| Totale                                                                     |                                                                            | Presenze                                                                   | 3                                                                          |                                                                            | Reti                                                                       | 3                                                                          |                                                                            |